# 鴻運樓
鴻運樓，是上海市的一家著名老字號餐廳，主營寧波菜。鴻運樓的歷史可追溯至1874年。1881年，鴻運樓遷往「法大馬路」（現金陵東路）。鴻運樓是一家主營紅白喜事的宴席餐廳，黃金榮70歲壽宴在此舉辦，有多達800人參加。1964年，鴻運樓停業。但在1989年，鴻運樓搬遷至金陵東路317號恢復營業。